# Lázně Kynžvart
Lázně Kynžvart là một thị trấn thuộc huyện Cheb, vùng Karlovarský, Cộng hòa Séc.